# 시리아-튀르키예 관계
시리아-튀르키예 관계(아랍어: العلاقات السورية التركية, 튀르키예어: Suriye-Türkiye ilişkileri)는 시리아와 튀르키예 간 양자 관계를 의미한다. 두 국가 모두 무슬림 국가이며, 수니파가 인구의 다수를 차지한다.

## 상세

### 고대
시리아와 튀르키예는 지리적으로 매우 인접하고, 튀르키예는 아나톨리아, 시리아는 메소포타미아 및 지역에 속해 있었다. 상메소포타미아 시절 신아시리아 제국의 영토가 시리아와 튀르키예에 걸쳐서 존재하였다.
고대 그리스 시기에 아나톨리아의 서부는 그리스와 인접하였기에 그리스의 영향을 받았다. 시리아도 페니키아와 교역을 통해서 그리스 문명이 전파되었다. 당시 할리카르나소스, 안티오키아, 티레, 다마스쿠스 등이 주요 도시였다. 튀르키예 지역은 아나톨리아 또는 소아시아라고 불렸으며, 시리아 지역은 가나안 및 레반트 지역으로 불렸다. 로마 제국은 두 지역 모두를 다스렸으며, 동로마 제국이 추후 승계하게 된다.

### 중세
괵튀르크족이 세운 셀주크 제국은 아나톨리아와 시리아 지역을 점령하였으며, 이 시기 주요 도시는 아나톨리아의 콘야와 시리아의 다마스쿠스가 있었다. 십자군 전쟁 시기에 예루살렘이 시리아 인근에 있었기에 예루살렘 왕국, 에데사 백국 등 기독교 국가들과, 교황을 위시로 한 서유럽 가톨릭 국가들의 군대가 튀르키예를 넘어 시리아에서 전투를 치뤘다. 십자군 전쟁의 종말과 동로마 제국의 쇠퇴가 이뤄짐에 따라, 당시 시리아 지역은 장기 토후국이, 튀르키예 지역 룸 술탄국이 다스리고 있었다.

### 근대
오스만 제국의 등장은 시리아와 튀르키예를 아우르는 거대한 이슬람 제국의 출현을 뜻했다. 아나톨리아의 소국에서 시작한 오스만 제국은 시리아를 점령하고 오스만령 시리아로 다스렸으며, 불가리아 제국, 동로마 제국, 트라페준타 제국, 맘루크 술탄국을 모두 정복하여 제국으로 자리잡게 되었다. 제1차 세계 대전이 끝나고, 로잔 조약을 체결함에 따라 시리아와 튀르키예는 다른 나라가 되었다. 당시 시리아는 프랑스 위임통치령 시리아기 되어서 프랑스로부터 위임 통치를 받았다. 1946년 4월 17일에 시리아가 독립함에 따라, 동년 튀르키예는 시리아에 대한 국가승인을 하였다.

### 시리아 내전 이후
튀르키예는 시리아 내전 발발 이후 시리아 반군을 지원한 국가들 중 시리아 국민군을 지원하였다. 특히 미국, 러시아, 사우디아라비아와 함께 시리아 내전에 직간접적으로 관여 및 참여한 국가이다. 시리아 내전은 튀르키예에 있어서 단순히 이웃 나라의 내전이 아닌, 쿠르드족이 연결된 매우 중요한 문제이기도 하다. 실제로 로자바와 튀르키예의 관계는 우호적이지 않으며, 시리아 반군 중 쿠르드족으로 구성된 반군 단체들과 사이가 좋지 않다. 튀르키예는 튀르키예-쿠르드 분쟁 때문에, 시리아 내 쿠르드족에 대해서도 긴장하고 있다. 이러한 상황 속에서 튀르키예의 북동시리아 침공이 발생하고, 시리아 북부 완충 지대를 튀르키예가 독자적으로 설정하면서 논란이 일었다. 현재에도 튀르키예는 아프린, 라스알아인, 자라불루스에 대한 영토적인 실효 지배를 하고 있다.

### 2024년 이후

에르도안 대통령과 알사라 대통령(2025년 5월)

2024년 시리아 반군 공세가 강화되고, 바샤르 알아사드가 러시아로 망명을 감에 따라서 최종적으로 시리아 반군이 승리하는 결과가 나타났다. 이에 레제프 타이이프 에르도안 대통령은 새롭게 취임한 시리아의 아흐마드 알샤라 대통령과 만나서 회담을 가졌다. 이후에도 양 정상은 통화를 이용하여 지역 정세와 국제 정세에 대한 논의를 이어갔다. 튀르키예 정부는 시리아 내부의 상황이 안정됨에 따라서, 튀르키예는 시리아에 대한 기술 원조를 할 의향이 있다고 선제적으로 밝혔다.

### 문화
튀르키예는 알파벳을 사용하나, 시리아는 아직 아랍 문자를 사용하고 있다.

## 같이 보기
- 시리아의 대외 관계
- 튀르키예의 대외 관계